# Иероним (Соломенцов)
Иеросхимонах Иерони́м (в миру Иван Павлович Соломенцов; 28 июня 1805 или 1806, Старый Оскол, Курская губерния сейчас Белгородская область — 14 ноября 1885) — духовник Свято-Пантелеимонова монастыря, его ктитор-обновитель, главный деятель русского Афона, имевший большое влияние на святогорскую жизнь в целом.

## Биография
«Родился в городе Старом Осколе, от православных и благочестивых родителей из купеческого сословия по фамилии Соломенцовы в 1805 или 1806 году (запись и метрика затеряны были). Крещён в приходе Казанско-Николаевской церкви священником Иоанном».
Наклонность к духовным подвигам была почти общею в его семье (до 15 человек из его родственников были в монашестве); не прельщаясь богатством, он рано начал проситься у родителей в монастырь; держал строгий пост, ночи проводил в молитве. Наконец, в 1831 году родители отпустили его в монастырь.
Побывав в нескольких монастырях, он в 1836 году приехал на Афон и вскоре постригся там в монашество с именем Иоанникий. 21 ноября 1840 году он был рукоположен в иеродиакона, 23 ноября — в иеромонаха и тогда же назначен общим духовником русского Пантелеймонова монастыря. В 1841 году Иоанникий принял схиму с именем Иеронима. В монастыре он много потрудился над обновлением обители, привлёк многих благотворителей, продолжал издательскую деятельность монастыря и изданные им душеполезные книги, брошюры и листки, расходясь в огромном количестве, с большим избытком покрывали расходы по изданию, а число иноков, прежде уменьшавшееся до 10, возросло до 800.
Много сделал Иероним для примирения двух враждовавших в монастыре партий — греков и русских. Старанием о. Иеронима устроен Ново-Афонский Симоно-Кананитский монастырь на Кавказе. Его высоко почитала и можно сказать — благоговела пред ним вся Святая Гора; иноки почитали его за святого и видели в нём мудрого и любвеобильного наставника.
Одной из важных заслуг старца Иеронима было воспитание для обители сильного игумена, обладающего выдающимися административными и нравственными качествами. После десяти лет жизни в монастыре отец Иероним стал изнемогать и заповедал братии молится, чтобы Господь послал ему помощника, и сам усердно молился об этом. И когда в 1851 году в Русик приехал будущий игумен Макарий, старец Иероним сказал братии: «Вот тот человек, которого мы просили у Господа», угадывая в отце Макарии особое орудие Промысла Божия в деле возрождения Свято-Пантелеимоновой обители. Михаил Иванович Сушкин, как звали в миру отца Макария, прибыл в Афон в паломничество, вдруг заболел, и его, как безнадежного больного, постригли сразу в схиму. Но он выздоровел, полюбил монашескую жизнь и уже никуда не хотел уезжать. Отец Макарий писал к родителям, что Афон кажется для него раем, «особо если этот духовник будет жив»,- духовник, который «никак не советовал ему ехать» назад, в Россию. В монашестве, как пишет отец Макарий родителям в 1852 году, отец Иероним «утешает» его «среди скорбей и искушений», «разрешает сомнения и бури помыслов», «питает пищею духовною», руководит его советами родителям и многое другое.
.